# Limonium elaphonisicum
Limonium elaphonisicum ist eine Pflanzenart aus der Gattung der Strandflieder (Limonium) in der Familie der Bleiwurzgewächse (Plumbaginaceae).

## Merkmale
Limonium elaphonisicum ist ein ausdauernder Halbstrauch, der Wuchshöhen von 25 bis 30 Zentimeter erreicht. Die Blätter messen 15 bis 30 × 3 bis 5 Millimeter. Sie sind spatelig, spitz und einnervig. 
Die inneren Tragblätter sind 8 bis 9 Millimeter groß. An den Rispenästen erster Ordnung sind keine Seitenäste vorhanden. An den Ähren befinden sich je 2 (bis 3) Ährchen. Diese sind zur Ährenachse parallel und weisen je Zentimeter Länge eine Blüte auf. Der Kelch ist 8 bis 8,5 Millimeter groß.
Die Blütezeit liegt im Juli.

## Vorkommen
Limonium elaphonisicum ist auf Kreta in der Präfektur Chania endemisch. Sie ist auf der Insel Elafonisi, dem gegenüberliegenden Festland und auf der Insel Gavdos gefunden worden. Die Art wächst auf sandigen Konglomeratriffen am Meer.